# Rodborough
Rodborough – osada i civil parish w Anglii, w Gloucestershire, w dystrykcie Stroud. W 2011 roku civil parish liczyła 5334 mieszkańców.